# 요쓰가나

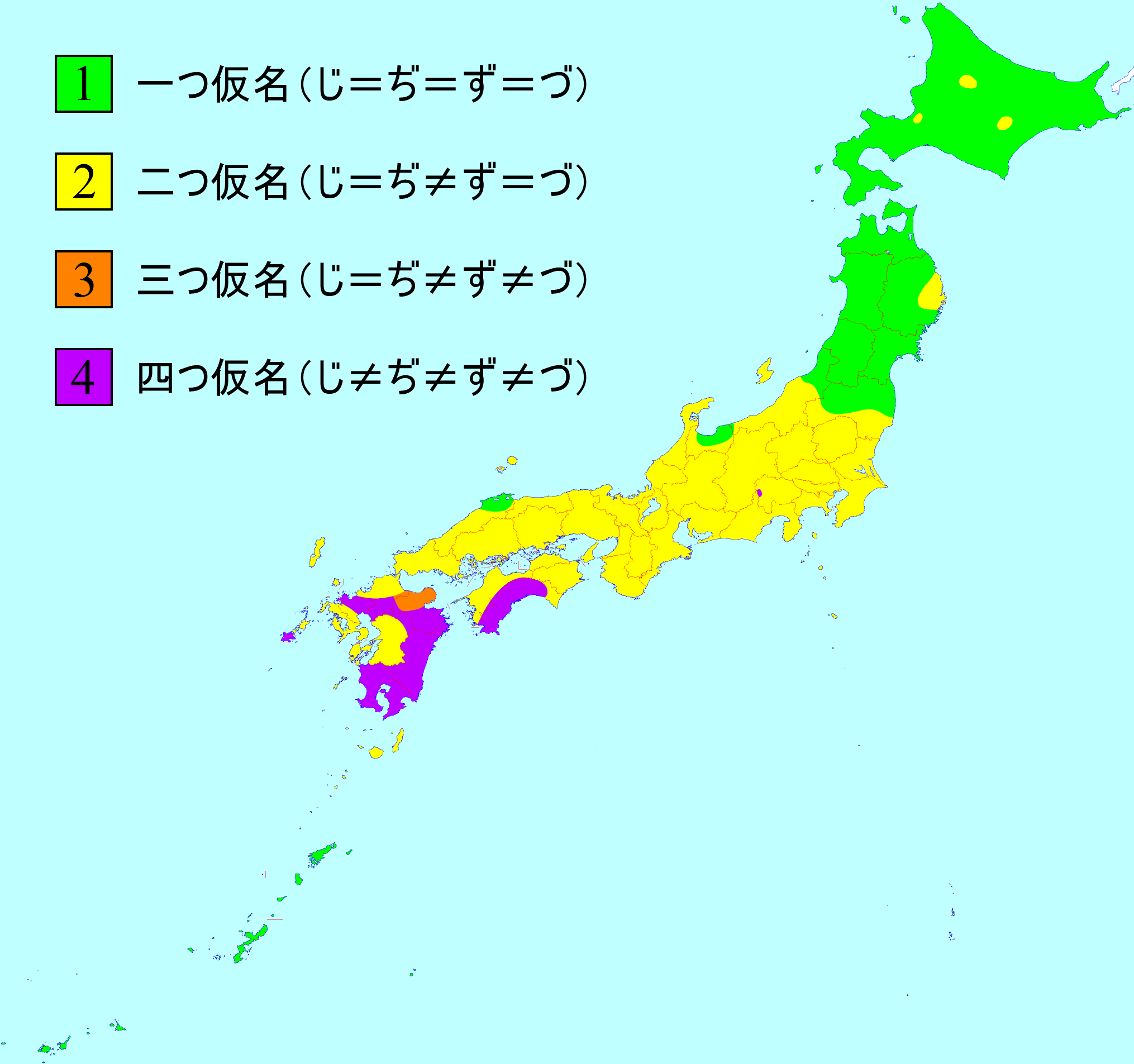
히토쓰가나 (zi = di = zu = du)
후타쓰가나 (zi = di ≠ zu = du)
미쓰가나 (zi = di ≠ zu ≠ du)
요쓰가나 (zi ≠ di ≠ zu ≠ du)

요쓰가나(일본어: 四つ仮名)는 가나 문자의 ジ・ヂ・ズ・ヅ 네 글자를 가리킨다. 현대 일본어의 많은 방언에서 이들 음운의 발음 통합이 일어나고 있음을 언급하기 위해 사용되는 용어이다.

## 역사

### 가마쿠라 시대
가마쿠라 시대의 교토에서는 シ・チ・ス・ツ는 각각 [ɕi] [ti] [su] [tu]로 발음되었으며, チ・ツ는 タ・テ・ト와 마찬가지로 파열음이었다. ジ・ヂ・ズ・ヅ는 청음에 대응하는 유성음으로, 각각 [ʑi] [di] [zu] [du]로 발음되었다. シ와 ス는 현대와 같은 발음이었다. 이 단계에서는 ジ・ズ는 마찰음, ヂ・ヅ는 파열음으로 발음의 차이가 컸으며, 교토에서는 요쓰가나는 모두 확연히 구분되어 철자되었다. 그러나 1251년에 필사된 관지원본 《유취명의초》(類聚名義抄)에는 クジラ와 クヂラ의 표기가 혼동되는 등, 개별 단어 속에는 예로부터 /z/와 /d/가 교체되는 현상이 있었다.。 또한, 아와국(현재의 지바현 남부)에서 나고 자란 승 니치렌(1222년 - 1282년)의 서간에는 ‘嫁がづ’(본래는 ‘嫁がず’), ‘ぢうあう’(본래는 ‘じゅうわう’) 등과 같이 혼동된 용례가 상당수 나타나기 때문에 간토 지방에서는 후술할 음운변화가 몇 세기 선행하여 일어났으며, 이것이 서쪽으로 확산되어 갔다고 여겨진다. 현재의 방언 상황으로 보면, 도호쿠 지방에서는 음운변화가 더욱 선행하였을 가능성도 있다.

### 무로마치 시대
무로마치 시대 전기까지는 교토 방언에서 아직 가마쿠라 시대까지의 발음을 거의 그대로 유지하고 있었다. 그러나 교토에서는 무로마치 시대 중기에 チ・ヂ・ツ・ヅ의 파찰음화가 진행되어 각각 [ʨi] [ʦu] [ʥi] [ʣu]의 발음이 되었다. 이 때문에 ジ・ズ・ヂ・ヅ의 요쓰가나는 각각 [ʑi] [zu] [ʥi] [ʣu]의 발음으로 변화했고, 조음방법이 마찰음과 파찰음이 되어 서로 발음이 가까워졌다. 중국 자료 《일본기어》(日本寄語, 1523년 간행)에서 일본어의 チ・ツ를 표기하기 위해 파찰음계 성모를 가진 한자가 사용되었으며, 이러한 파찰음화는 16세기 초두까지는 이미 발생했음을 알 수 있다. 16세기 말의 기독교 자료의 일본어 로마자 표기에서는 シ가 xi, ス가 su, チ가 chi, ツ가 tçu, ジ가 ji, ズ가 zu, ヂ가 gi, ヅ가 zzu 또는 dzu로 표기되었으며, 요쓰가나는 구분되어 철자되었다. 단, 이 로마자 표기의 기초가 된 당시의 포르투갈어에서는 j와 g, z와 dz의 발음 구별이 없었고, 일본어의 발음을 구분하여 적기 위한 편의상의 방편으로 보여진다.
이처럼 발음이 서로 가까워졌기에 ジ・ヂ와 ズ・ヅ의 혼동이 일어나기 시작했다. 무로마치 시대 후기에는 교토에서도 ジ・ヂ와 ズ・ヅ를 잘못 적은 용례가 보이게 되었다. 기독교 자료는 규범적인 언어를 기재하고 있으며, 요쓰가나의 혼동은 적은 편이지만 그럼에도 잘못된 로마자 표기의 사례는 나타난다. 호드리게스의 《일본대문전》(日本大文典, 1604년 - 1608년 간행)에서도 교토에서 本寺（ほんじ）・自然（じねん）・水（みづ）・参らず가 각각 ほんぢ・ぢねん・みず・まいらづ로 잘못 발음되었다는 기술이 있으며, 이는 수도의 언어 사용의 결점이라고 서술하고 있다. 또한, 당시 교토의 주변 지방의 시골에서는 혼동된 발음이 빈번히 나타나며, 쓰쿠시(규슈)에서는 글자를 못 읽는 여자아이도 학습 없이 구분하여 발음한다는 기록이 있으며, 이는 아직 규슈에는 혼동의 변화가 미치지 않은 것으로 해석될 수 있다. 에치고국(현재의 니가타현)의 무로마치 시대 후기의 편지 등에서는 ジ・ヂ와 ズ・ヅ를 혼동한 사례가 매우 빈번히 나타나며, 이 지역에서는 16세기에는 이미 요쓰가나의 구별이 완전히 사라져, 현재의 도쿄 방언 등과 같은 상태에 도달했음을 알 수 있다.

### 에도 시대
에도 시대에는 요쓰가나의 혼란이 더욱 진행되어 17세기 말의 겐로쿠 시대(1688년 - 1703년)까지 ジ・ヂ와 ズ・ヅ가 각각 완전히 동음이 되었다. 교토에서는 ヂ・ヅ가 파찰음 [ʥi] [ʣu]에서 마찰음 [ʑi] [zu]로 변화하였고, ヂ・ヅ가 ジ・ズ에 병합되는 형태가 되었으나, 발음(撥音) 직후에 한해서는 반대로 마찰음에서 파찰음으로 변화하여, 현재 나타나는 것처럼 조건 이음화가 진행되었다. 또한 어두의 요쓰가나가 파찰음과 마찰음 중 어느 것으로 통합되는지는 방언에 따라 다르다.
1695년에는 《현축량고집》(蜆縮涼鼓集)이라는 요쓰가나의 구별만을 전용으로 다룬 서적이 출판되었다. 이 책의 서명은 蜆（しじみ）・縮（ちぢみ）・涼（すずみ）・鼓（つづみ）로 요쓰가나를 포함하는 어휘를 모은 것이다. 이처럼 서적이 출판된 배경에는 요쓰가나가 발음상 동음으로 귀결되어 구별되지 않게 된 것에 대해, 적어도 지식인층은 표기상에서 엄밀한 구별을 요구하며 혼란이 있었다는 사정이 있다. 그러나 잘못된 표기도 종종 있으며 마쓰오 바쇼(1644년 - 1694년)가 出づ를 出ず라고 표기한 사례가 있는 등, 문인들도 오류를 범했다.

### 메이지 시대 이후
메이지 시대 이후는 역사적 가나 표기법이 교육과 공적인 자리에서 사용되었고, 요쓰가나를 어원대로 구별하여 적을 것이 요구되었다. 그러나 현대 가나 표기법에서는 어원에 상관없이 요쓰가나는 기본적으로 じ・ず로 적으며, 연탁이나 동음 연속에 한해서만 ぢ・づ로 표기하도록 규정되어 있다.

## 현황

### 표준어
현재의 일본 표준어에서느 요쓰가나는 어두 및 발음(撥音) 직후에서는 파찰음 [ʥi] [ʣɯ]로 발음되는 것이 표준이다. 그러나 파열의 정도는 그리 강하지 않다. 어중에서는 마찰음 [ʑi] [zɯ]로 발음되는 것이 일반적이지만 화자에 따라 파찰음으로 실현되는 경우도 있다.
1946년에는 현대 가나 표기법이, 1986년에는 그것의 개정이 내각고시로서 공표되었다. 현대 가나 표기법에서는 요쓰가나는 어원을 따져 적는 것을 폐기하고, 기본적으로 じ・ず로 적는 것을 기본으로 하고 있다. 이는 발음이 완전히 동일하게 된 것에 대한 조치이다. 그러나 예외로서 鼻血（はなぢ）・三日月（みかづき）・気付く（きづく）와 같이 연탁에 의해 ち・つ가 탁음화된 것이 분명한 경우 혹은 縮む（ちぢむ）・続く（つづく）와 같이 동음이 반복되어 유성음화된 것은 ぢ・づ로 표기하도로 규정했다. 이는 단순한 시각적 배려이다.
일본어 방언의 대부분은 요쓰가나가 ジ・ヂ와 ズ・ヅ의 두 발음으로 통합된 상태에 있다. 이를 후타쓰가나벤(일본어: 二つ仮名弁)이라고도 한다. 이에 반해 도호쿠 방언과 운파쿠 방언 등에서는 요쓰가나의 혼동이 더욱 진행되어 ジ・ズ・ヂ・ヅ 모둑가 동음이며 이를 히토쓰가나벤(일본어: 一つ仮名弁)이라고 한다. 북오우 방언(北奥羽方言)과 이즈모 방언에서는 ジ・ズ・ヂ・ヅ가 모두 [ʣï]로 발음되며, 남오우 방언(南奥羽方言)에서는 모두 [ʣɯ̈]로 발음된다. 이러한 방언에서는 シ・ス가 각각 [sï] [sɯ̈]로, チ・ツ가 각각 [ʦï] [ʦɯ̈]로 통합되었다.
반대로 요쓰가나의 구별을 지금도 보존하고 있는 지역도 있다. 규슈의 오이타현, 미야자키현, 가고시마현, 후쿠오카현 남부, 시코쿠의 고치현, 나라현 남부, 야마나시현 나라다 등의 방언에서는 요쓰가나가 모두 구별되며, 이들은 요쓰가나벤(일본어: 四つ仮名弁)이라고 불린다. 예컨대 고치에는 ジ가 [ʑi], ズ가 [zu], ヂ가 [di] ~ [dzi], ヅ가 [du] ~ [dzu]로 발음된 방언이 있으며, 가고시마에는 ジ가 [ʑi], ズ가 [zu], ヂ가 [ʥi], ヅ가 [ʣu]로 발음되는 방언이 있다. 야마나시현 나라다에는 요쓰가나의 구별이 남아 있으나 음성적인 특색이 있으며, ジ가 [ði], ズ가 [ðu], ヂ가 [ɖʐi], ヅ가 [ɖu]로 발음된다. 무성음도 마찬가지로 음성적인 특색이 있으며, シ가 [θi], ス가 [θu], チ가 [ʈʂi], ツ가 [ʈu]로 발음된다. 오이타현의 구니사키 반도 등지에서는 ジ와 ヂ는 통합되었으면서도 ズ와 ヅ는 구별이 보존된 지역도 있으며, 미쓰가나벤(일본어: 三つ仮名弁)이라고 한다.
류큐어파에서는 음소체계에 /di/ /du/를 갖추고 있는 방언이 있으나, 이는 역사적인 요쓰가나의 구별과 대응하지 않는다. 류큐어파에서는 어림잡아 말하면본토 방언의 エ단이 イ단으로, オ단이 ウ단으로 변화하였으며, 예컨대 /du/는 본토 방언의 ド에 대응된다. ジ・ズ・ヂ・ヅ에 대응하는 음절은 모두 동일한 발음이 되었으며, 류큐어파는 모두 히토쓰가나벤(일본어: 一つ仮名弁)의 일종으로 볼 수 있다.
최근에는 모든 지역에서 표준어의 영향을 강하게 받아 요쓰가나의 구별이 희미해져 가고 있으며, 고령층 외에는 후타쓰가나벤(일본어: 二つ仮名弁)과 같이 발음하게 되는 경향이 강하다.

### 지역별
다음은 요쓰가나의 지역별 실현 차이를 나타낸다.
| 방언               | ぢ di        | じ zi        | づ du          | ず zu          |
| ------------------ | ------------ | ------------ | -------------- | -------------- |
| 도쿄(표준어)       | [dʑi] ~ [ʑi] | [dʑi] ~ [ʑi] | [dzɯᵝ] ~ [zɯᵝ] | [dzɯᵝ] ~ [zɯᵝ] |
| 북부 도호쿠 이즈모 | [dʑi]        | [dʑi]        | [dʑi]          | [dʑi]          |
| 남부 도호쿠        | [dzɯᵝ]       | [dzɯᵝ]       | [dzɯᵝ]         | [dzɯᵝ]         |
| 고치(하타, 도사)   | [di] ~ [dᶻi] | [ʑi]         | [dɯᵝ] ~ [dᶻɯᵝ] | [zɯᵝ]          |
| 가고시마           | [dʑi]        | [ʑi]         | [dzɯᵝ]         | [zɯᵝ]          |
| 오키나와           | [dʑi]        | [dʑi]        | [dʑi]          | [dʑi]          |

## 참고 문헌
- 柴田武　「方言の音韻体系」　『解釈と鑑賞』10巻9月号、至文堂、1960年。柴田武、加藤正信、徳川宗賢編　『日本の言語学　第六巻　方言』　大修館書店、1978年、525-542頁。
- 沖森卓也編　『日本語史』　桜楓社、1989年、72-74頁。ISBN 978-4-273-02288-4
- 佐藤武義編著　『概説 日本語の歴史』　朝倉書店、1995年、77頁、106-107頁。ISBN 978-4-254-51019-5